# Hans Gehl
Hans Gehl (* 7. Februar 1939 in Vladimirescu, deutsch Glogowatz Königreich Rumänien; † 4. Oktober 2022 in Tübingen) war ein deutscher Germanist und Sprachforscher.

## Leben
Hans Gehl stammte aus der deutschsprachigen Minderheit der Banater Schwaben. Er besuchte von 1952 bis 1956 die Gartenbauschule und das Theoretische Lyzeum in Lipova und studierte anschließend bis 1961 Germanistik und Rumänistik sowie von 1963 bis 1969 Romanistik im Fernstudium an der Universität des Westens Timișoara. Gehl war zudem von 1961 bis 1972 Deutsch-, Rumänisch-, Englisch- und Französischlehrer an verschiedenen Grundschulen und Gymnasien im Banat und von 1972 bis 1985 am Fremdsprachenlehrstuhl der Technischen Universität „Traian Vuia“ in Timișoara. Im Dezember 1976 promovierte Hans Gehl zum Dr. phil. an der Universität Timișoara in deutscher Dialektologie. Seine Dissertation über die Banater Dialekte erschien 1991 als Beiheft zur Zeitschrift für Dialektologie und Linguistik. Es folgte die Mitarbeit am Banater deutschen Wörterbuch (1978–1985) und die Publikation von fünf Sammelbänden mit Beiträgen zur Volkskunde der Banater Deutschen auf Anregung und mit Unterstützung von Nikolaus Berwanger.
Am 28. Mai 1985 übersiedelte die Familie Gehl aus Rumänien in die Bundesrepublik Deutschland, wo sie in Freiburg im Breisgau und Tübingen wohnte. In Tübingen war Gehl vom 1. Oktober 1987 bis zum 29. Februar 2004 Leiter des Forschungsbereichs Donauschwäbische Dialektologie und Volkskunde am Institut für donauschwäbische Geschichte und Landeskunde. Von 1990 bis 2006 war Gehl Mitglied in der Kommission für deutsche und osteuropäische Volkskunde e. V. in der Deutschen Gesellschaft für Volkskunde und von 1976 bis 2006 Mitglied des Schubert-Chor Temeswar.
In Zusammenarbeit mit Fachkollegen aus Deutschland und Österreich, Rumänien, Ungarn, der Ukraine und der Slowakei unternahm Gehl von 2000 bis 2003 Feldforschungen zum Thema Volkskultur im Oberen Theißbecken; Einfluss der deutschen Siedler auf die anderen Ethnien dieser Region und Tagungen mit dreisprachigen Tagungsbänden in Oradea 1999 und Satu Mare 2003.
Gehl leitete ab 1987 internationale Tagungen und hielt wissenschaftliche Vorträge, besonders im Bereich der Sprache und Volkskunde der Donauschwaben, veröffentlichte 21 Bände sowie zahlreiche Zeitschriftenbeiträge (in Deutschland, Österreich, Ungarn, der Slowakei und Rumänien) bezüglich der Donauschwaben und benachbarter Ethnien Ostmitteleuropa. Dazu kommen deutsche und rumänische Gastvorlesungen zu seinen Forschungsgebieten.
Im Ruhestand beriet Gehl ehrenamtlich Absolventen, Doktoranden und Stipendiaten aus Rumänien, Ungarn, Österreich und Deutschland. Zudem unterstützte er die Redaktionen des „Glogowatzer Jahresheftes“ und des „Temeschburger Heimatblattes“, betreute die Mundartseite „Mei Mottersproch“ der Banater Post und half bei Vorhaben der Heimatortsgemeinschaften und der Landsmannschaft der Banater Schwaben mit.

## Veröffentlichungen

### Bücher
- Heide und Hecke. Beiträge zur Volkskunde der Banater Schwaben. (8 Autoren, vier eigene Beiträge) Facla Verlag, Timișoara 1973.
- Handwerk und Brauchtum. Beiträge zur Volkskunde der Banater Deutschen. (6 Autoren, zwei eigene Beiträge) Timișoara 1975.
- Schwäbischer Jahreslauf. Beiträge zur Volkskunde der Banater Deutschen und Sathmarer Schwaben. (8 Autoren, ein eigener Beitrag) Timișoara 1978.
- Schwäbische Familie. Beiträge zur Volkskunde der Banater Deutschen. (10 Autoren, ein eigener Beitrag) Timișoara 1981.
- Schwäbisches Volksgut. Beiträge zur Volkskunde der Banater Deutschen. (6 Autoren, zwei eigene Beiträge) Timișoara 1984.
- Heimatbuch der Gemeinde Glogowatz im Arader Komitat. Heimatortsgemeinschaft Glogowatz, Abensberg 1988.
- Die oberdeutschen fescht-Mundarten des Banats. Beiheft 67 der Zeitschrift für Dialektologie und Linguistik, Franz Steiner Verlag, Stuttgart 1991.
- Interferenzen in den Sprachen und Dialekten Südosteuropas. Materialien Heft 4/1994, Institut für donauschwäbische Geschichte und Landeskunde, Tübingen 1994.
- Deutsche Stadtsprachen in Provinzstädten Südosteuropas. ZDL Beiheft 95, Stuttgart 1997.
- Wörterbuch der donauschwäbischen Bekleidungsgewerbe. Schriftenreihe des Instituts für donauschwäbische Geschichte und Landeskunde, Bd. 6, Sigmaringen 1997.
- Sprachgebrauch – Sprachanpassung. Eine Untersuchung zum heutigen Gebrauch der deutschen Sprache in Westrumänien und zur sprachlichen Anpassung der Donauschwaben. Materialien 11 des IdGL, Tübingen 1998.
- Kommentierte donauschwäbische Texte. ZDL Beiheft 103, Steiner Verlag, Stuttgart 1999.
- Interethnische Beziehungen im rumänisch-ungarisch-ukrainischen Kontaktraum vom 18. Jahrhundert bis zur Gegenwart. Dreisprachiger Tagungsband. Satu Mare/Tübingen 1999.
- Wörterbuch der donauschwäbischen Baugewerbe. Schriftenreihe des Instituts für donauschwäbische Geschichte und Landeskunde, Bd. 7. Stuttgart 2000.
- Dialekt – Lehnwörter – Namen. Sprachliche Studien über die Sathmarer Schwaben. Materialien 12 des IdGL, Tübingen 2001.
- Regionale Volkskulturen in Ostmitteleuropa. Abgrenzung – Nachbarschaft – Interethnik. Materialien 13 des IdGL, Tübingen 2002.
- Wörterbuch der donauschwäbischen Landwirtschaft. Schriftenreihe des Instituts für donauschwäbische Geschichte und Landeskunde, Bd. 12, als Teil 3 der Reihe Donauschwäbische Fachwortschätze.  Franz Steiner Verlag, Stuttgart 2003.
- Donauschwäbische Lebensformen an der Mittleren Donau. Interethnisches Zusammenleben und Perspektiven. Schriftenreihe der Kommission für deutsche und osteuropäische Volkskunde Bd. 85.  Elwert Verlag, Marburg 2003.
- Mit Viorel Ciubota: Materielle und geistige Volkskultur des Oberen Theißbeckens. Einfluss der deutschen Bevölkerung auf die anderen Ethnien der Region. Zweisprachiger Tagungsband, Satu Mare/Tübingen 2003.
- Wörterbuch der donauschwäbischen Lebensformen. Franz Steiner Verlag, Stuttgart 2004.

### In Zeitschriften und Sammelbänden
- Merkmale der oberdeutschen fescht-Mundarten des Banats. In: Forschungen zur Volks- und Landeskunde, Verlag der Akademie der SRR. Bd. 19, Nr. 2, Bukarest 1976, S. 91–99.
- Banater Handwerkerfolklore. In: Neue Literatur Nr. 12, Bukarest Dezember 1980, S. 77–84.
- Banater Volkslied. In: Volk und Kultur Nr. 9, BukarestSeptember 1971, S. 45–48.
- Portul popular german în Cîîmpia Aradului (Die deutsche Volkstracht in der Arader Ebene). In: Tibiscus, Etnografie I., Banater Museum, Timișoara 1975, S. 53–70.
- Unelte și utilaje agricole folosite de germanii din Banat (Landwirtschaftliche Werkzeuge und Geräte bei den Banater Deutschen). In: Analele Banatului, Etnografie I., Banater Museum, Timișoara 1981, S. 173–188.
- Ernährungswesen der Gemeinde Glogowatz im Banat. In: Jahrbuch für ostdeutsche Volkskunde, Bd. 30, Marburg 1987, S. 207–259.
- Banater Volkstänze. Ein Überblick vom Rheinländer zum Siebenschritt und Polstertanz. In: Jahrbuch für ostdeutsche Volkskunde, Bd. 31, Marburg 1988, S. 265–292.
- Kirchweih bei den Donauschwaben. In: Jahrbuch für ostdeutsche Volkskunde, Bd. 32, Marburg 1989, S. 1–79.
- Die Sprache der Banater Mundartschriftsteller. In: Banatica. Beiträge zur deutschen Kultur, Heft 1, Freiburg i.Br. 1989, S. 14–26.
- Handwerker und Blaudruck bei den Donauschwaben. In: Südostdeutsches Archiv, Bd. 32/33 (1989/1990), Oldenbourg Verlag, München 1990, S. 159–211.
- Donauschwäbische Handwerkersprache. In: Banatica. Beiträge zur deutschen Kultur, Heft 3, Freiburg i.Br. 1991, S. 37–47.
- Nachrichtenübermittlung in den donauschwäbischen Siedlungsgebieten. In: Jahrbuch für ostdeutsche Volkskunde Bd. 35, Marburg 1992, S. 242–275.
- Fastnachtsbrauchtum bei den Donauschwaben. In: Jahrbuch für ostdeutsche Volkskunde, Bd. 36/1993, S. 158–187.
- Der Mundartroman „De Kaule-Baschtl“ von Ludwig Stefan Schwarz als Spiegelbild der Banater Schwaben. In: Banatica. Beiträge zur deutschen Kultur, München 1995, S. 5–20.
- Die sprachliche Eingliederung der ausgesiedelten Donauschwaben. In: Flucht und Vertreibung – 50 Jahre danach. Johannes-Künzig-Institut für ostdeutsche Volkskunde. Freiburg 1996, S. 63–75.
- Besonderheiten der Temeswarer Umgangssprache. In: Banatica. Beiträge zur deutschen Kultur, 14. Jg., 1/1997, S. 19–46.
- Der Beitrag Stefan Binders zum Banater deutschen Mundartwörterbuch. In: Zeitschrift der Germanisten Rumäniens, (Hg. GGR), Jahrgang 6, Heft 1–2 (11–12), Paideia Verlag, Bukarest 1997, S. 333–341.
- Zur aktuellen Lage der Donauschwaben in den Siedlungsgebieten. In: Jahrbuch für deutsche und osteuropäische Volkskunde, Bd. 41/1998, S. 176–192.
- Aktuelle Erkenntnisse in der donauschwäbischen Dialektologie. In: Dieter Stellmacher (Hg.): Dialektologie zwischen Tradition und Neuansätzen. Beiträge der Internationalen Dialektologentagung. Göttingen 19.–21. Oktober 1998. (= ZDL Beihefte 109), Stuttgart 2000, S. 288–333.
- Maria Pechtols Tätigkeit als Hochschullehrkraft. In: Zeitschrift der Germanisten Rumäniens (Hg. GGR), Jahrgang 8, Heft 1–2 (15-16), Editura Paideia, Bukarest 1999, S. 332–337.
- Die deutschen Stadtsprachen in Temeswar und Esseg. In: Velimir Petrović (Hrsg.): Essekerisch. Das Osijeker Deutsch. Edition Praesens, Wien 2001, S. 127–144.
- Kontaktlinguistik und Sprachgebrauch von deutschen Minderheiten. In: Zeitschrift der Germanisten Rumäniens, Heft 1–2 (17-18), Editura Paideia, Bukarest 2000, S. 179–196.
- Die Temeswarer Stadtsprache und ihr Einfluss auf die Banater Dialekte. In: Gesprochene und geschriebene deutsche Stadtsprachen in Südosteuropa und ihr Einfluss auf die regionalen deutschen Dialekte. (Schrift der Internationalen. Tagung in Pécs 30. März – 2. April 2000). Edition Praesens, Wien 2002, S. 151–169.
- Lexikographische Darstellung der deutschen Dialekte in Rumänien. In transcarpathica. Germanistisches Jahrbuch, Rumänien. Hrsg. GGR und DAAD, Editura Paideia, Bukarest 2002, S. 347–354.
- Bairisch-österreichische Einflüsse in den donauschwäbischen Dorf- und Stadtmundarten. In: Linzerschnitten. Beiträge zur 8. Bayerisch-österreichischen Dialektologentagung im September 2001. Adalbert-Stifter-Institut des Landes Oberösterreich, Linz 2004, S. 501–510.
- Perspektiven der deutschen Sprache in den donauschwäbischen Siedlungsgebieten. In: lingua 803 DEUTSCH/16. Wirtschaftsdeutsch – Deutsch als Minderheitensprache in Ostmitteleuropa. Universität für Wirtschafts- und Verwaltungswissenschaften Budapest, Lehrstuhl für deutsche Sprache, Budapest 2004, S. 93–108.
- Erfahrungen aus der donauschwäbischen Wörterbucharbeit. In: Angelika Braun (Hrsg.): Beiträge zu Linguistik und Phonetik. Festschrift für Joachim Göschel zum 70. Geburtstag. (= ZDL Beihefte 118), Franz Steiner, Stuttgart 2004, S. 218–241.
- Lexikographische Darstellung der deutschen Dialekte in Rumänien. Stand und Desiderata. In: Eckhard Eggers/Jürgen Erich Schmidt/Dieter Stellmacher (Hrsg.): Moderne Dialekte – neue Dialektologie. Akten des 1. Kongresses der Internationalen Gesellschaft für Dialektologie des Deutschen. (IGDD) (= ZDL Beiheft 130, Germanistik), Franz Steiner Verlag, Stuttgart 2005, S. 573–588.
- Besonderheiten der deutschen Stadtsprachen in Südosteuropa. In: Ulrich Kanz/Alfred Wildfeuer (Hrsg.): Kreuther Kräuterbuschen. Beiträge zur 9. Bayerisch-österreichischen Dialektologentagung in Wildbad Kreuth, September 2004. edition vulpes, Regensburg 2004, S. 415–442.
- Interethnische Forschungen im oberen Theißbecken. In: Philologica Jassyensia, 2. Jg., Nr. 1/2006, S. 111–128.
- Die sathmarschwäbischen Dialekte und ihre Sprachträger. In: Philologica Jassyensia, 2. Jg., Nr. 2/2006, S. 189–198.
- Zum Gebrauch der deutschen Sprache in Ostmitteleuropa. In: Studia Germanica Universitatis Vesprimiensis, Heft 2, Veszprém/Ungarn 2007, S. 97–112.
- Der fragwürdige Zustand der deutschen Sprache. Vom Service point, Hallo & ok. In: Buletin științific, Fascicula Filologie, seria A, vol. XVI, Baia Mare 2007, S. 29–36.
- Gedanken über die Zukunft der Banater Schwaben. In: Transsylvanian Review, Heft 3, Cluj-Napoca 2007, S. 95–120.
- Die Bedeutung donauschwäbischer Symbole. In: Philologica Jassyensia, III. Jg., Nr. 1/2007, S. 169–193.
- Zum Gebrauch der deutschen Sprache in Ostmitteleuropa. In: Studia Germanica Universitatis Vesprimiensis, Heft 2, Veszprém/Wien 2007, S. 97–112.
- Osteuropäische Sinnsprüche in häuslichen Bereichen. In: Cultural spaces and archaic background. Paperds from the 1st Conference of Intercultural and Comparatives Studies. Hrsg. Delia Suiogan, Ștefan Mariș, Carmen Dărăbuș. Editura Universității de Nord; Editura Ethnologica, Baia Mare 2008, S. 686–706.
- Überlegungen zur Zukunft der Nationalsprachen und Dialekte. In: Philologica Jassyensia, Jg. IV, Nr. 1/2008, S. 29–33.
- Donauschwäbische Sprachbiografien. In: Philologica Jassyensia, 2. Jg., Nr. 2/2008, S. 165–190.
- Das Bild der Deutschen bei den Rumänen, Ungarn und Serben. In: Philologica Jassyensia, Jg. V, Nr. 1/2009, S. 103–129.
- Wie und wie lange überlebt kulturelles Erbe? In: memoria ethnologica 2, Baia Mare 2009, S. 6–18.
- Das Bild der Deutschen bei den Rumänen. In: memoria ethnologica 2, Baia Mare 2009, S. 20–42.
- Kann überlieferte Volkskultur trotz Integration überleben? In: Philologica Jassyensia, Jg. V, Nr. 2/10, 2009, S. 129–151.

Hinzu kamen über fünfzig 50 weitere Beiträge in Zeitschriften und Sammelbänden im In- und Ausland, über vierzig Rezensionen von Fachpublikationen, fünf angewandte Deutsch- und Rumänischvorlesungen (Cursuri practice) für einheimische und ausländische Studenten der verschiedenen Fachrichtungen der Technischen Universität „Traian Vuia“ in Timișoara sowie zahlreiche thematische Publikationen (zum Teil mit vielen Folgen) Zeitungen wie Neue Banater Zeitung, Allgemeine Deutsche Zeitung für Rumänien, Neuer Weg und Banater Post.

## Auszeichnungen
- 7. Mai 2004: Zuerkennung der Ehrennadel der LM der Sathmarer Schwaben für sein besonderes Bemühen für die kulturellen Belange der Gemeinschaft der Sathmarer Schwaben und der Deutschen aus Nordsiebenbürgen sowie die Zuerkennung des Ehrenbriefes der Landsmannschaft der Banater Schwaben, für sein unermüdliches Bemühen zum Wohl der Banater Schwaben.
- 7. Mai 2008: Empfang des Titels „Profesor de Onoare“ (Honorarprofessor) von der Philosophischen Fakultät der „Nord“-Universität in Baia Mare (Maramuresch/Rumänien) für seine interkulturelle Tätigkeit.